# Luigi Furlan
Luigi Furlan (Genève, 22 juni 1962) is een voormalig Italiaans wielrenner. Hij heeft vooral in dienst gereden van zijn kopmannen, onder wie Stefano Allocchio, Moreno Argentin, Laurent Dufaux en Jaan Kirsipuu.

## Belangrijkste overwinningen
1984
- Italiaans kampioenschap op de weg, amateurs

1986
- 5e etappe Ronde van Luxemburg

1988
- Ronde van Umbrië

1992
- 3e etappe Route du Sud
- 5e proef Milwaukee Superweek

## Resultaten in voornaamste wedstrijden
| Jaar | Ronde van Italië | Ronde van Frankrijk | Ronde van Spanje |
| ---- | ---------------- | ------------------- | ---------------- |
| 1986 |                  | opgave              |                  |
| 1987 | 49e              |                     |                  |
| 1988 | 97e              |                     |                  |
| 1989 |                  |                     |                  |
| 1990 |                  |                     |                  |
| 1991 |                  |                     |                  |

| Jaar | Milaan-San Remo | Gent-Wevelgem | Ronde van Vlaanderen | Amstel Gold Race | Ronde van Lombardije | Bretagne Classic |
| ---- | --------------- | ------------- | -------------------- | ---------------- | -------------------- | ---------------- |
| 1986 |                 |               |                      |                  |                      |                  |
| 1987 |                 | 120e          | 75e                  |                  |                      |                  |
| 1988 |                 |               |                      |                  |                      |                  |
| 1989 | 94e             |               |                      |                  | 48e                  |                  |
| 1990 |                 |               |                      | 87e              | 16e                  | 8e               |
| 1991 |                 | 132e          |                      |                  |                      |                  |